# Plectro

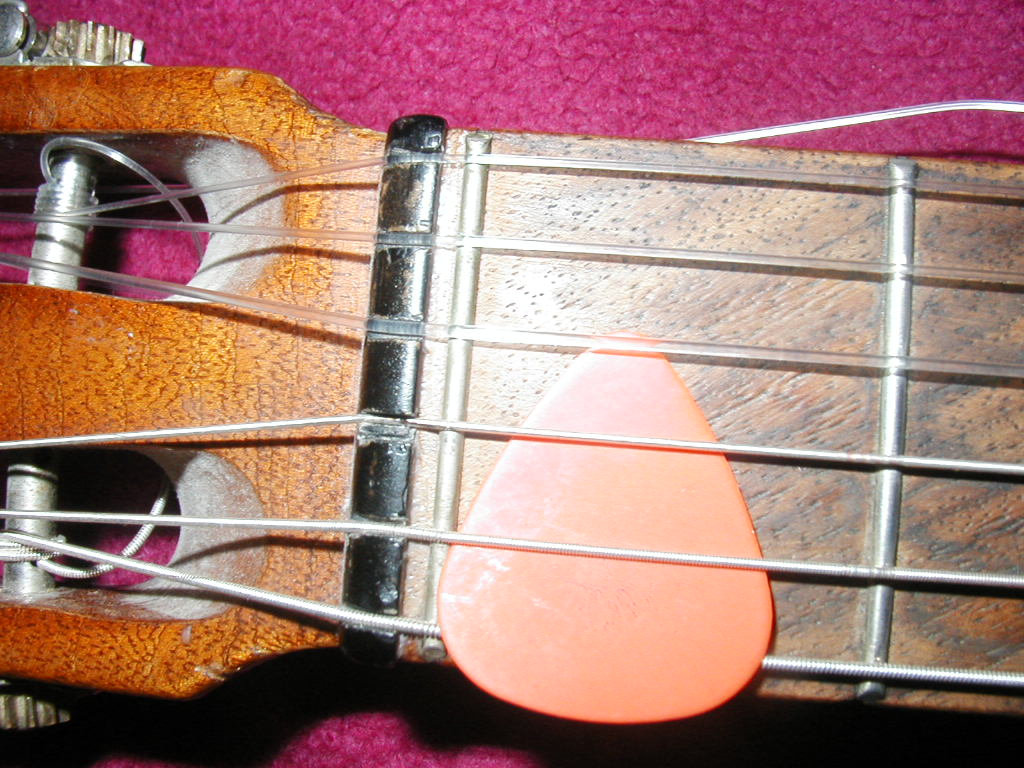
Plumilla

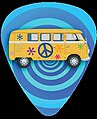
Plumilla con diseño de un Volkswagen T1.

El plectro, también llamado púa, espiga, plumilla, uña, uñeta o pajuela, es una pieza pequeña, delgada y firme, generalmente en forma de triángulo, hecha de diferentes posibles materiales que se usa para tocar la guitarra y otros instrumentos de cuerda, como un reemplazo o ayuda de los dedos.
En el clavecín las cuerdas se hacen sonar mediante plectros (antiguamente de pluma de aves y actualmente de poliacetal incorporados a los martinetes, que empujan las cuerdas hacia arriba en vez de percutirlas.

## Guitarras e instrumentos similares

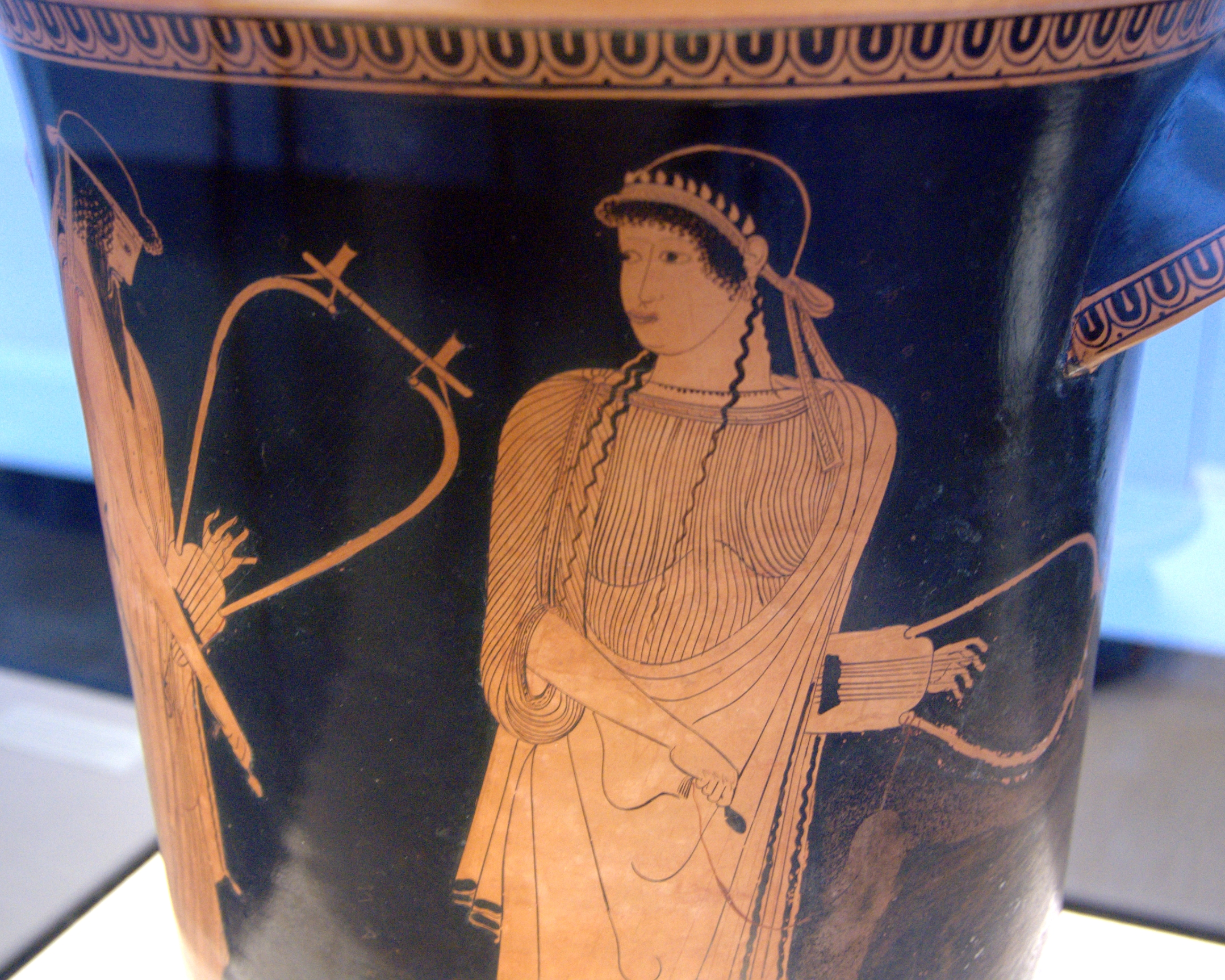
Representación de plectros y liras en manos de Alceo y Safo en un cálato ático de figuras rojas, c. 470 a. C.

Los grosores de las púas de guitarra varían para acomodarse a los diferentes estilos de ejecución y los tipos de cuerdas. En términos generales se puede hablar de cinco calibres o grosores: extraliviana o extrafina (extra light/thin), liviana o fina (light/thin), media (medium), gruesa (heavy/thick) y extragruesa (extra heavy/thick). Las púas finas son más flexibles y tienden a ofrecer una gama de sonido más amplia, desde suave a fuerte, además de producir un clic que enfatiza el ataque de la púa. De todas formas, algunos argumentan que las púas más gruesas producen un tono más brillante. Las púas más finas también tienden a romperse o gastarse más fácilmente si son usadas de forma muy fuerte, mientras que las más gruesas resisten más tiempo antes de que esto suceda. No obstante, el uso púas finas y extrafinas es interesante al hacer ritmo, ya que le adiciona un carácter percutivo a la ejecución.
En el rock y el metal, mientras se está tocando la guitarra eléctrica con amplificación con alta ganancia o distorsión, se asume generalmente que las púas más finas producen un sonido más "incontrolable", mientras que las púas más gruesas producen un sonido más delicado, controlado y con un tono bien definido. Sin embargo, las púas más finas son usualmente utilizadas en géneros extremos, como el death metal, black metal o hardcore punk. Púas más gruesas son generalmente usadas en géneros más discretos, como el heavy metal, el power metal o el punk rock. De todas formas, hay muchas excepciones a este estereotipo, especialmente teniendo en cuenta que la selección del tipo de púa depende mucho más del gusto del guitarrista que del estilo.
Muchos músicos de death metal apuestan por púas de más de 1.5 mm, ya que permiten un mayor control sobre cuerdas más gruesas. Las púas más finas tienden a proporcionar menos ataque y producen un sonido más mudo y no proporcionan tanto control sobre los "tremolo picking" rápidos. Además, tienden a romperse antes si son utilizadas sobre cuerdas gruesas.
Los guitarristas de Jazz tienden a usar púas gruesas, de la misma forma que también prefieren cuerdas gruesas.
En definitiva la elección de una púa u otra es una cuestión más bien de gustos personales que de otra cosa.

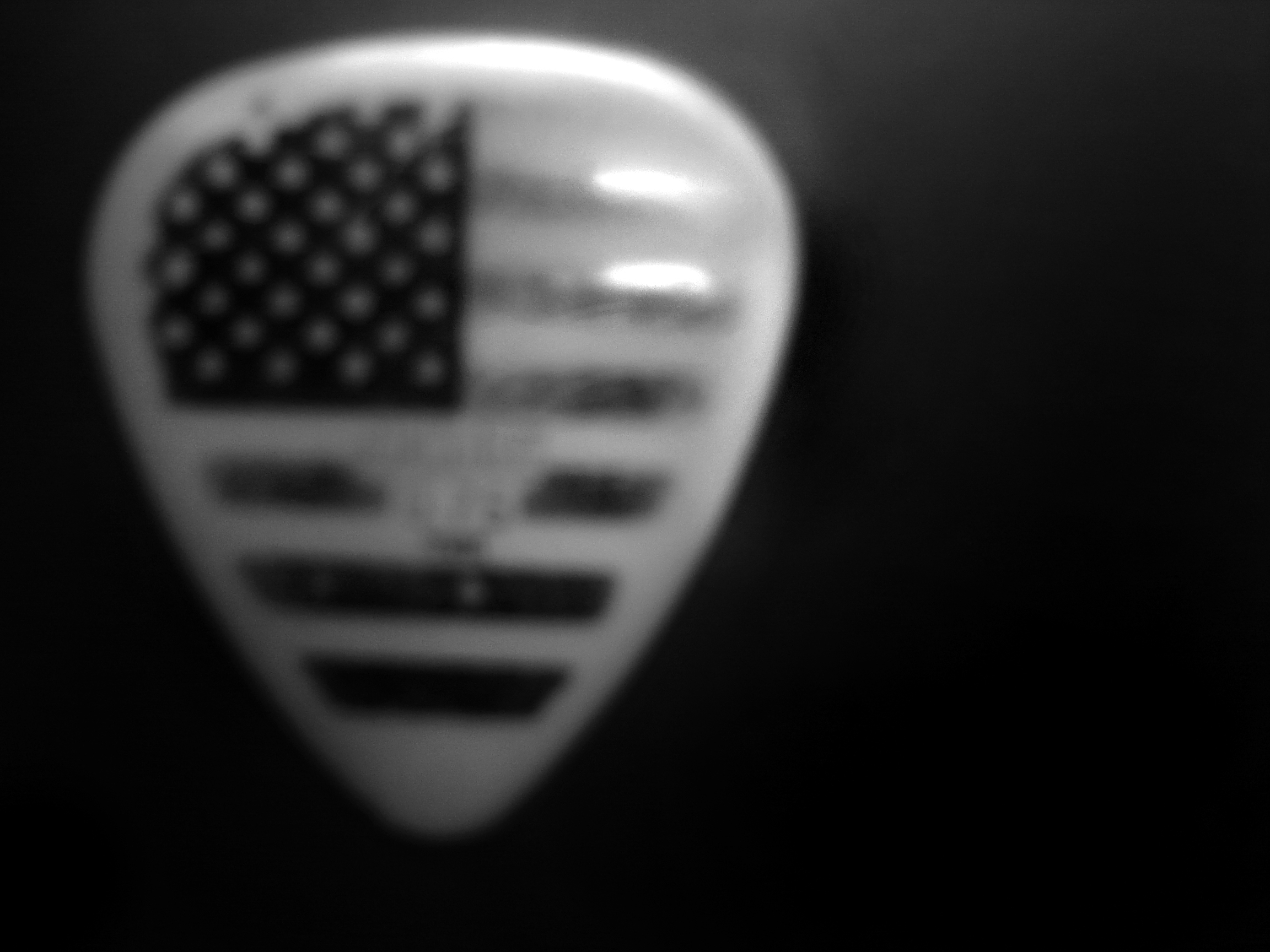
Púa mediana con la bandera de los EE. UU.

## Clasificación de las púas
La mayoría de los fabricantes (Jim Dunlop, Alice, Teckpick) imprimen el grosor en mm en la misma púa. Algunas otras marcas (Gibson, Fender, Peavey o Ibanez) ocasionalmente utilizan un tipo de sistema de letras o texto designando el grosor. A continuación se presenta un cuadro general del grosor de las púas.
| Descripción del texto   | Grosor aproximado            | Otras denominaciones posibles          |
| ----------------------- | ---------------------------- | -------------------------------------- |
| Extraligera/extrafina   | 0.38 mm / 0.014" y menos     |                                        |
| Ligera/fina             | 0.51-0.60 mm / 0.020"-0.023" | "T" o "Thin" (que significa "delgado") |
| Mediana                 | 0.73-0.81 mm / 0.028"-0.031" | "M" o "Medium"                         |
| Pesada/gruesa           | 0.88-1.20 mm / 0.034"-0.047" | "H" o "Heavy"                          |
| Extrapesada/extragruesa | 1.50 mm / 0.060" y más       |                                        |

## Materiales
Las púas más comunes están fabricadas con diferentes tipos de plásticos. Los plásticos más populares incluyen:
- Celuloide. Históricamente, fue el primer material utilizado para producir púas, y actualmente es utilizado de vez en cuando, especialmente para guitarristas que desean obtener un sonido vintage. Ocasionalmente, los guitarristas fumadores pueden descubrir la naturaleza muy inflamable de este material.
- Nailon. Material popular. Tiene una superficie suave y resbaladiza, por lo que la mayoría de los fabricantes le agregan una capa de material de alta fricción para hacerlas más fáciles de agarrar. El nailon es flexible y puede producirse en láminas muy finas, por lo que muchas de las púas finas y extrafinas son fabricadas de este material. Por otro lado, este material pierde su flexibilidad después de 1 o 2 meses de uso intensivo, transformándose en un material frágil que termina rompiéndose, por lo que los guitarristas que eligen este tipo de púas usualmente poseen varias de repuesto.
- Tortex/Delrex. Plástico especial, diseñado para simular púas fabricadas con caparazón de tortuga. Tiene una superficie suave, sedosa, opaca y poco resbaladiza, incluso con dedos sudorosos.
- Delrin. Tiene una superficie texturada y brillante, fácil de agarrar. Usualmente no se le aplica ninguna capa de alta fricción. El delrin es considerablemente barato de producir y es más duradero que otros materiales, sin embargo, tiene una textura específica que no le agrada a todos los guitarristas.
- Lexan. Tiene una superficie brillante, comparable con el vidrio y muy dura (aunque se gasta relativamente rápido). Es muy difícil de curvar, por lo que es comúnmente usada para púas gruesas y extra gruesas. Usualmente tiene una capa para alta fricción. El mejor ejemplo de púas fabricadas a partir de Lexan son las Jim Dunlop Stubby series.

Los plásticos mencionados pueden ser ordenados de más blandos a más duros de esta forma: nailon, Delrin, Tortex/Delrex, Lexan. Esto significa que si comparamos dos púas del mismo calibre, una fabricada en nailon y otra en tortex, podríamos comprobar que la fabricada en nailon será mucho más flexible que la fabricada en Tortex.
Las púas fabricadas con metal producen un sonido mucho más brillante que el producido por púas de plástico. De forma contraproducente, gastan las cuerdas más fácilmente y hasta pueden dañar el acabado de la guitarra si se utilizan para rasguear las cuerdas, especialmente en guitarras acústicas. Brian May, de la banda Queen usa púas que replican su elección original, una moneda plateada de seis peniques.
También existen púas fabricadas en madera o incluso en piedra.

## Orquesta de plectro

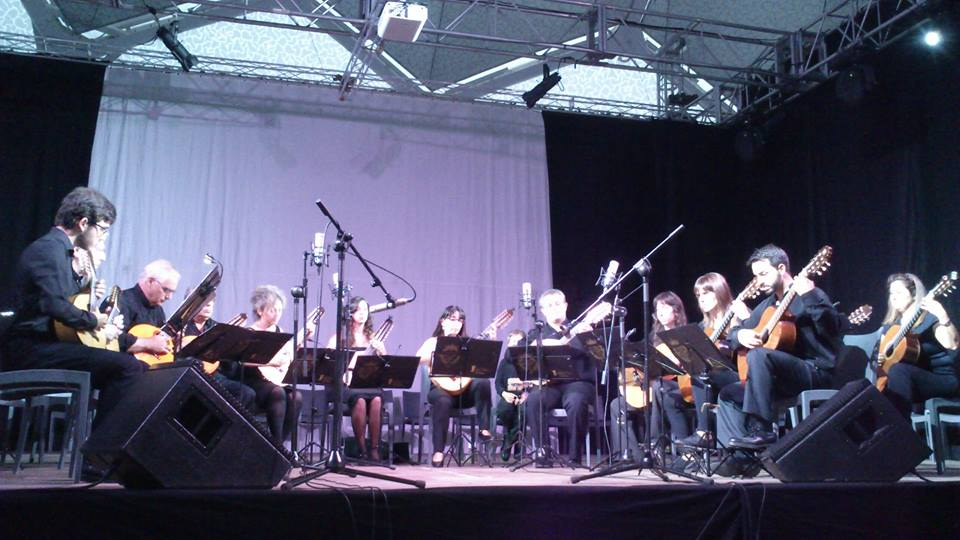
Orquesta de plectro en concierto

Una orquesta de plectro está formada por instrumentos que se tocan con púa, como la bandurria, el laúd, o la mandolina, empleándolos con fines filarmónicos.
Este tipo de orquestas pueden ser completados por instrumentos como la guitarra o el contrabajo, sin que necesariamente hagan uso del plectro.

## Festivales
- Festival Internacional de Plectro en la Cuna de Cervantes, conciertos de instrumentos de plectro en el ámbito de la música clásica. Se celebra en octubre en Alcalá de Henares, desde 1997.[3]